# Крестлайн (Каліфорнія)
Крестлайн (англ. Crestline) — переписна місцевість (CDP) в США, в окрузі Сан-Бернардіно штату Каліфорнія. Населення — 11 650 осіб (2020).

## Географія
Крестлайн розташований за координатами 34°15′11″ пн. ш. 117°17′10″ зх. д. / 34.25306° пн. ш. 117.28611° зх. д. (34.253121, -117.286059).  За даними Бюро перепису населення США в 2010 році переписна місцевість мала площу 36,21 км², з яких 35,84 км² — суходіл та 0,36 км² — водойми.

### Клімат
| Клімат : Крестлайн    | Клімат : Крестлайн | Клімат : Крестлайн | Клімат : Крестлайн | Клімат : Крестлайн | Клімат : Крестлайн | Клімат : Крестлайн | Клімат : Крестлайн | Клімат : Крестлайн | Клімат : Крестлайн | Клімат : Крестлайн | Клімат : Крестлайн | Клімат : Крестлайн | Клімат : Крестлайн |
| Показник              | Січ.               | Лют.               | Бер.               | Квіт.              | Трав.              | Черв.              | Лип.               | Серп.              | Вер.               | Жовт.              | Лист.              | Груд.              | Рік                |
| Середній максимум, °C | 7,2                | 8,3                | 10,6               | 13,3               | 17,8               | 23,3               | 27,2               | 26,7               | 24,4               | 17,8               | 12,8               | 8,3                | 16,7               |
| Середній мінімум, °C  | −2,2               | −1,7               | 0,0                | 1,1                | 4,4                | 8,3                | 11,7               | 11,1               | 9,4                | 5,6                | 1,7                | −1,7               | 4,4                |
| Норма опадів, мм      | 165                | 193                | 155                | 97                 | 36                 | 5                  | 0                  | 5                  | 20                 | 51                 | 76                 | 150                | 953                |
| --------------------- | ------------------ | ------------------ | ------------------ | ------------------ | ------------------ | ------------------ | ------------------ | ------------------ | ------------------ | ------------------ | ------------------ | ------------------ | ------------------ |
| Джерело: Weatherbase  |                    |                    |                    |                    |                    |                    |                    |                    |                    |                    |                    |                    |                    |

## Демографія
Згідно з переписом 2010 року, у переписній місцевості мешкало 10 770 осіб у 4360 домогосподарствах у складі 2806 родин. Густота населення становила 297 осіб/км².  Було 7333 помешкання (203/км²).
Расовий склад населення:
| - 86,2 % — білих - 1,3 % — корінних американців - 1,0 % — чорних або афроамериканців - 0,9 % — азіатів - 0,2 % — вихідців з тихоокеанських островів - 4,9 % — осіб інших рас |

До двох чи більше рас належало 5,5 %. Частка іспаномовних становила 16,5 % від усіх жителів.
За віковим діапазоном населення розподілялося таким чином: 22,1 % — особи молодші 18 років, 65,8 % — особи у віці 18—64 років, 12,1 % — особи у віці 65 років та старші. Медіана віку мешканця становила 43,3 року. На 100 осіб жіночої статі у переписній місцевості припадало 103,2 чоловіків;  на 100 жінок у віці від 18 років та старших — 103,5 чоловіків також старших 18 років.
Середній дохід на одне домашнє господарство  становив 61 165 доларів США (медіана — 49 668), а середній дохід на одну сім'ю — 74 668 доларів (медіана — 57 065). Медіана доходів становила 46 025 доларів для чоловіків та 48 456 доларів для жінок. За межею бідності перебувало 16,6 % осіб, у тому числі 23,8 % дітей у віці до 18 років та 10,3 % осіб у віці 65 років та старших.
Цивільне працевлаштоване населення становило 3423 особи. Основні галузі зайнятості: освіта, охорона здоров'я та соціальна допомога — 17,0 %, будівництво — 11,2 %, роздрібна торгівля — 9,8 %, науковці, спеціалісти, менеджери — 9,4 %.